# Narciso Manuel Rodríguez de Armas
Narciso Manuel Rodríguez De Armas (Cardones, 5 d'octubre de 1962) és un exfutbolista canari, que ocupava la posició de davanter.

## Trajectòria
Comença a destacar a les files de la UD Las Palmas, amb qui debuta a primera divisió a la temporada 82/83. Juga cinc partits l'any en el qual el club canari baixa a Segona. El 1985 Las Palmas recupera la màxima categoria, i el davanter és titular amb els de l'Insular. Entre 1985 i 1988 disputa 91 partits i marca 21 gols, 11 d'ells a la 87/88, que no serveixen per evitar un nou descens de categoria.
L'estiu de 1988 fitxa per l'Sporting de Gijón on és titular durant les dues primeres temporades, marcant onze gols a la 89/90. A la següent, però, tan sols disputa 10 partits. El 1991 marxa al Real Burgos on qualla dues discretes temporades, fins al descens dels castellans a la categoria d'argent el 1993.
En total, el davanter canari suma 216 partits i 44 gols a primera divisió.